# Serie A1 2013 (canoa polo maschile)
La serie A1 2013 è la seconda divisione del 21º Campionato italiano maschile di canoa polo dall'introduzione del regolamento ICF. La formula è identica a quella degli anni precedenti: due gironi all'italiana da 11 squadre ciascuno raggruppate su base geografica Nord-Sud.

## Girone 1

### Composizione squadre
| Club                         | Città                 |
| ---------------------------- | --------------------- |
| SS Lazio Canoa Polo          | Roma                  |
| Canoa Club Bologna           | Anzola dell'Emilia    |
| Amici del Fiume Torino       | Torino                |
| ARCI Borgata Marinara Lerici | Lerici                |
| CPPC Milano                  | Milano                |
| Comunali Firenze             | Firenze               |
| Canottieri Pisa              | Pisa                  |
| Canoa San Giorgio            | San Giorgio di Nogaro |
| Canoa Kayak Cervia           | Cervia                |
| Canoa Club Ferrara           | Ferrara               |
| Canoa San Miniato            | San Miniato           |

## Girone 2

### Composizione squadre
| Club                                      | Città     |
| ----------------------------------------- | --------- |
| Canoa Club Cagliari                       | Cagliari  |
| LNI Ancona                                | Ancona    |
| Canoa Club Mariner B                      | Roma      |
| KST Siracusa B                            | Siracusa  |
| Canoa Club Napoli                         | Bacoli    |
| CUS Bari                                  | Bari      |
| Circolo Canottieri Antonio Offredi A.S.D. | Amalfi    |
| Gruppo Canoe Roma                         | Roma      |
| Circolo Polisportivo Acitrezza            | Acitrezza |
| Sport Club Ognina                         | Catania   |
| Polisportiva Canottieri Catania           | Catania   |